# الدوري المكسيكي الممتاز 1955-56
الدوري المكسيكي الممتاز 1955-56 (بالإسبانية: Primera División de México 1955-56)‏ هو الموسم 13 من الدوري المكسيكي الممتاز. أقيم خلال الفترة 9 يوليو 1955 وحتى 25 مارس 1956، وأشرف على تنظيمه اتحاد المكسيك لكرة القدم، وكان عدد الأندية المشاركة فيه 14، وفاز فيه كلوب ليون.